# Rock gòtic

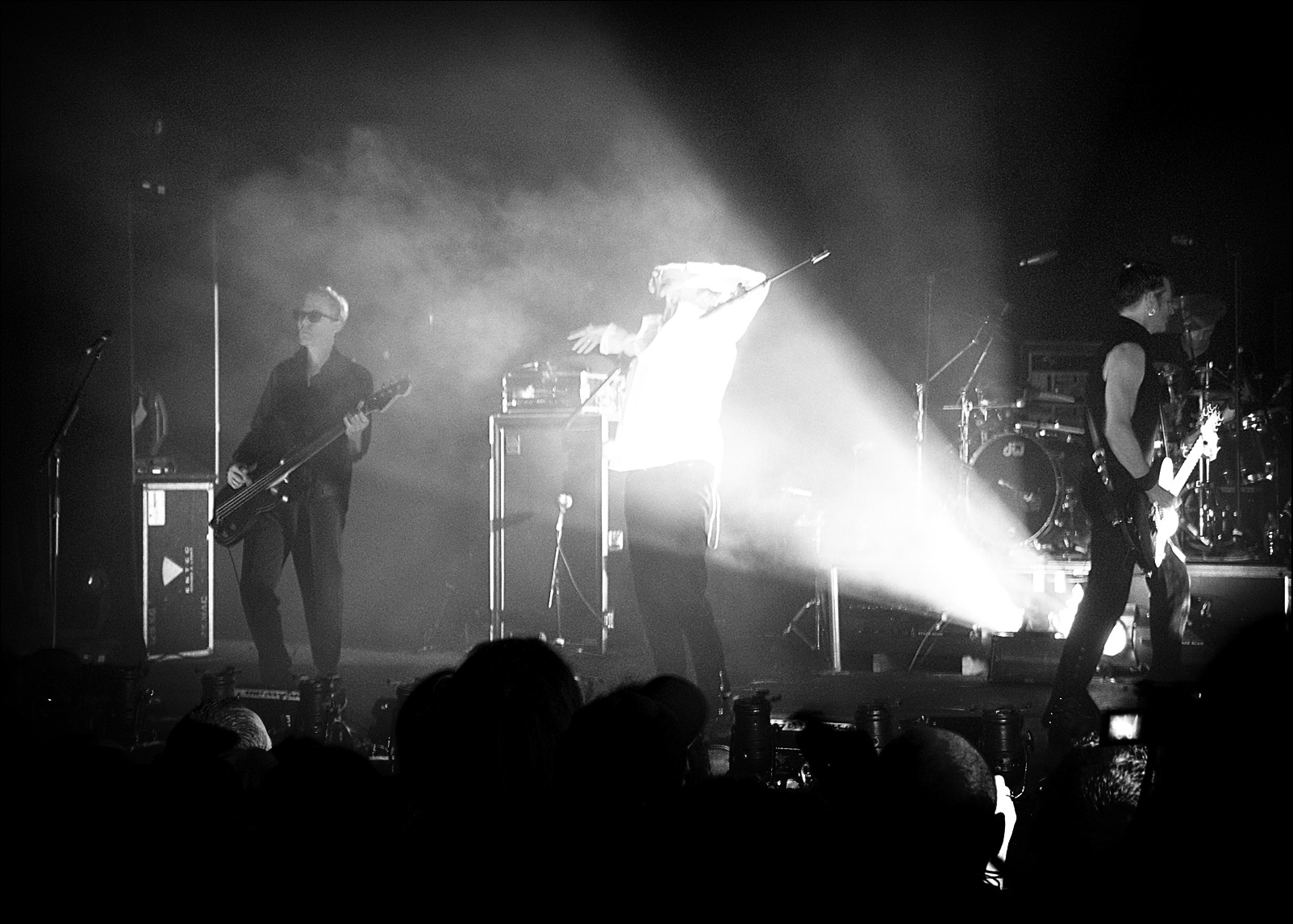
Bauhaus en concert l'any 2006

El rock gòtic (també anomenat música gòtica, o els termes anglesos gothic rock, goth rock o goth) va ser una evolució del post-punk sorgida cap al final dels anys 70.
Originalment senzillament considerada com una etiqueta aplicada a un petit nombre de grups punk o post-punk, aviat es va convertir en un moviment separat. Mentre que l'èmfasi del punk el constituïen on el so agressiu i les lletres provocadores, els primers grups postpunk cercaven realitzar música més introspectiva, personal i sofisticada. Els grups que més tard serien els pioners del rock gòtic van començar a introduir elements (tant en el seu so com en les lletres i la imatge) que bevien d'influències més antigues com ara la literatura d'horror gòtic, el romanticisme, la filosofia existencialista i nihilista. Els «fundadors» del rock gòtic varen ser The Cure, Bauhaus, Gloria Mundi (Mick Mercer els anomenà el primer grup del moviment) i UK Decay.
Partint d'aquesta base, cada grup va anar formant la seva pròpia interpretació d'aquests elements, generalment marcats per un so fosc amb influències de glam rock i la creativitat del postpunk en general, una posada en escena teatral i generalment una estètica reminiscent del seu so. Des dels inicis del moviment musical, els seus seguidors han creat una subcultura al seu voltant, i que està en constant evolució seguint els canvis d'aquest gènere.

## Primera generació
El fet d'associar la subcultura gòtica posterior amb la primera generació de grups gòtics pot ser problemàtic, ja que no es corresponen: en aquell moment el terme «gòtic» descrivia el so de grups punk, post-punk o new wave en concret, i no tots els punks i seguidors del new wave als quals els agradaven aquells grups se sentien associats pel moviment gòtic. Allò que és més notable dels grups més importants dels 70 i 80 és que, tal com passava amb el moviment punk d'on varen partir, no els agradaven les etiquetes, probablement perquè les veien com l'anatema de l'expressió creativa.
Tret d'algunes excepcions, com els Christian Death de Los Angeles, els Virgin Prunes d'Irlanda, els neerlandesos Clan of Xymox i Xmal Deutschland d'Alemanya, la gran majoria d'aquests grups eren britànics.

### Bandes britàniques
Les primeres formacions post-punk o new wave que més tard serien reclamades com a gòtiques foren Joy Division i Siouxsie and the Banshees el 1979. Aquestes dues formaven part d'una onada de grups que havien començat a desenvolupar un distanciament a través d'un so més fosc, i una expressivitat més única entre els anys 1978 i 79. Altres exemples d'aquesta tendència particular eren The Cure, el projecte de Johhny Rotten, Public Image Ltd i Killing Joke. Tot i que amb l'excepció de The Cure aquests grups no formarien part del rock gòtic anys després, ajudaren a formar-ne la base. Els àlbums de Siouxsie and the Banshees entre The Scream (1978) fins Nocturne (1983), i tot el material de Joy Division (els quals no varen durar gaire temps, ja que el seu cantant Ian Curtis es va suïcidar) es consideren gòtics en el seu so, i la seva influència va esdevenir perpètua en la música gòtica.
The Cure va esdevenir un dels grups pioners del rock gòtic amb la sortida del seu segon àlbum Seventeen Seconds (1980) i es van consolidar amb els dos següents, Faith (1981) i Pornography (1982). Els supervivents de Joy Division canviaren el nom en New Order, i el primer àlbum, Movement, seguia les pautes musicals que ja havien marcat abans de la mort del seu vocalista, però més tard el seu so va iniciar un altre camí, més orientat cap a la música electrònica.
L'adjectiu gòtic esdevingué força comú com a referència als grups mencionats l'any 1979, moment en el qual aparegué Bauhaus, aleshores anomenat Bauhaus 1919. Van començar portant texans i samarretes normals, però després d'aparèixer en la mateixa sessió que Gloria Mundi, Bauhaus va començar canviant la seva estètica: vestien de negre i duien maquillatge. La influència més gran era el glam rock anglès, tal com el personificaren David Bowie i T. Rex en el seu moment. Llur single de debut, «Bela Lugosi's Dead», aparegut a la fi de 1979, se sol considerar l'himne d'aquesta subcultura.